# Antoine Sainte
Antoine Hubert Sainte (Saint-Nicolas, 27 februari 1908 - 25 december 1978) was een Belgisch volksvertegenwoordiger.

## Levensloop
Sainte was licentiaat in de administratieve wetenschappen.
In 1946 werd hij verkozen tot gemeenteraadslid en in 1947 benoemd tot burgemeester van Saint-Nicolas. Van 1936 tot 1939 was hij provincieraadslid.
In 1949 werd hij verkozen tot BSP-volksvertegenwoordiger voor het arrondissement Luik en vervulde dit mandaat tot in 1971.